# Déipülé
Déipülé (görög betűkkel Δηιπύλη, latinosan Dipyle) Adrasztosz argoszi király és Amphithea leánya. Testvérei Aigialeusz, Küanipposz, Argeia és Aigialeia.

## Története
Déipülét apja Tüdeuszhoz adta feleségül, mivel azt a jóslatot kapta, hogy két leányát (Déipülét és Argeiát) egy vadkanhoz és egy oroszlánhoz kell adnia. A különböző okokból Argoszba menekülő Tüdeusz és Polüneikész vadkannal és oroszlánnal díszített pajzsokat viselt. Déipülé és Tüdeusz házasságából származott az egyik legnagyobb görög hős, Diomédész, aki részt vett az epigonok hadjáratában és a trójai háborúban is. Férje, Tüdeusz nem sokkal az esküvő után elesett a Hetek hadjáratában Thébai falai alatt.
Tüdeusz halála után Déipüléről a legendák nem beszélnek többet.